# ロタール2世
ロタール2世（Lothar II, 835年 - 869年8月8日）は、中部フランク国王ロタール1世の次男であり、中部フランク王国から分裂したロタリンギア王国の国王（在位：855年 - 869年）である。

## 生涯と治世
855年、父である西フランク王ロタール1世は崩御に際し、その広大な領土と皇帝位を3人の息子に分割することを決定した。次男であったロタール2世は、アーヘンを含むフリースラント地方からジュラ山脈以北の北部ブルグントに及ぶ地域、すなわちロタリンギアを相続することとなった。863年には、弟であるプロヴァンス伯シャルルが後継者を残さずに死去したため、ロタール2世は兄であるイタリア王ロドヴィコ2世（東フランク王ルートヴィヒ2世）と共同でシャルルの遺領を分割し、その結果、リヨン、ヴィエンヌ、グルノーブルの各司教管区を自領に加えた。

## 結婚と離婚問題、そして死
855年、ロタール2世はボゾン家出身のアルル伯ボソ3世の娘テウトベルガと婚姻した。しかしながら、正妻テウトベルガとの間に嫡子を儲けることができなかったため、彼はテウトベルガに近親者との不義密通を告白させ、これを理由に離縁し、愛妾ワルトラーダとの再婚を企図した。しかし、この計画はローマ教皇ニコラウス1世らの強い反対に遭い、実現することはなかった。867年にニコラウス1世が逝去した後、兄ロドヴィコ2世夫妻の仲介により、後任の教皇ハドリアヌス2世との会見が実現し、離婚問題は再審議される運びとなった。しかし、その審議が完了する前の869年8月、ロタール2世はピアツェンツァにて庶子のみを残して死去した。彼の死は、後に領土分割の契機となるメルセン条約締結の直接的な要因となった。

## 地名の由来
ロタリンギア、フランス語でロレーヌ（Lorraine）、ドイツ語でロートリンゲン（Lothringen）として知られるこの地域の名称は、ラテン語の「Lotharii Regnum」（ロタールの王国）に由来しており、ロタール2世の名前にちなんで命名されたものである。

## 子女
愛妾のワルトラーダとの間に1男3女の庶子をもうけた。
- ウーゴ（855年頃 - 895年） - アルザス公（867年 - 885年）
- ギーゼラ（860年頃 - 908年） - 1.フリースラント公ゴドフリドと結婚、2.ヴェストファーレンの伯ディートリヒ・フォン・リンゲルハイムと結婚
- ベルタ（863年頃 - 925年） - 1.アルル伯テオバルド（ボゾン家）と結婚、2.トスカーナ辺境伯アダルベルト2世と結婚
- エルメンガルダ（? - 898年） - 聖ジャスティン修道院の修道女